# ル・トリオンファン (原子力潜水艦)
ル・トリオンファン（フランス語：Le Triomphant, S 616）は、フランス海軍の原子力潜水艦。ル・トリオンファン級原子力潜水艦の1番艦。艦名は勝利を意味するフランス語から。この名を受け継いだ艦としては8代目にあたる。

## 艦歴
「ル・トリオンファン」は、DCNシェルブール工廠で1989年6月9日に起工、1994年3月26日進水、1997年3月21日に就役しロング島基地に配備された。
主兵装となる潜水艦発射弾道ミサイルについては、建造当初はM4か新型ミサイルのどちらかを装備する予定でいたが、公試中にM45が実用化したためM45に切り替えられた。その後2010年代にはM51.1への換装が行われ、その後さらにM51.2へ換装された。
2009年2月3日または4日に、大西洋にてイギリス海軍「HMS ヴァンガード S28」と接触事故を起こしたとされる。原子力潜水艦に係る事項のため、両軍からは声明は出されていない。その後、両国海軍当局が衝突事故の事実を認め、負傷者は無く原子力関係にも損傷は無かったと発表した。